# Pasilaid
Pasilaid (schwedisch Pasja) ist eine estnische Ostsee-Insel der Moonsund-Gruppe. Sie befindet sich in der Hullo-Bucht (estnisch Hullo laht, schwedisch Hulloviken) südlich der viertgrößten estnischen Insel Vormsi (deutsch Worms, schwedisch Ormsö). Die unbewohnte Insel hat eine Fläche von etwa 53 ha und ihr höchster Punkt liegt 3,5 m über dem Meeresspiegel. Die Distanz zur Rumpohalbinsel beträgt etwa 1200 Meter, der Hafen Sviby ist drei Kilometer Luftlinie entfernt.

Das Gebiet der Bucht ist als Schutzgebiet ausgewiesen, die Insel gehört nicht mehr zur „Sperrzone“, darf jedoch von März bis September nicht betreten werden. Bucht und Insel sind Teil des Landschaftsschutzgebiets Vormsi (Vormsi maastikukaitseala). Pasilaid und ihre 200 Meter westlich gelegene Nachbarinsel Telmen (schwedisch Tälmen) liegen an der Südgrenze des Schutzgebiets und sind hinter der Halbinsel Rumpo auch dessen größte Inseln. Die Vegetation auf Pasilaid wird von Grünland, Gestrüpp und Wacholder geprägt. Sechs Kilometer östlich liegt die größere Insel Hobulaid (schwedisch Hästholm).
Administrativ gehört die Insel zum Dorf Rumpo (Rumpo küla) der Landgemeinde Vormsi (Vormsi vald).
Nach der letzten Zählung kommen auf Pasilaid 20–25 Vogelarten mit 100–130 Brutpaaren vor. Zu den geschützten Pflanzenarten und Orchideen gehört das Große Zweiblatt. Während in der zweiten Hälfte des 20. Jahrhunderts noch umfangreich Heu gemäht wurde, ist heute die Artenvielfalt der Insel durch das schnelle Zuwachsen des Gebiets mit Wacholder und Kiefern gefährdet. In der Uferzone breitet sich Schilf aus.
Die estnische Umweltbehörde Keskkonnaamet hat einen Zehnjahresplan aufgestellt, um die naturnahen Lebensräume in den Jahren 2017 bis 2026 zu sanieren und die offenen Landschaften zu erhalten. Die Wiederherstellung der Küstenwiesen (19 ha) hat höchste Priorität. Auch die Uferzone und die Waldweiden (0,3 ha) sollen gepflegt werden. Trockenrasen mit Wacholder macht etwa 17 ha aus. Um eine ausreichende Beweidungslast zu erreichen, sind für Pasilaid mindestens 200 Schafe oder 30 Rinder nötig.